# Mittel
Mittel è la denominazione assunta dal 1969 dalla Società Italiana per le Strade Ferrate del Mediterraneo costituitasi nel 1885. Dal 2016 l'attività della società si è orientata ad essere una società finanziaria di investimento (investment-merchant bank) focalizzata su investimenti di maggioranza in piccole e medie imprese italiane ad elevata generazione di cassa.
È quotata alla Borsa Italiana nell'MTA.

## Storia
I gruppi di investitori italiani ed esteri che avevano realizzato la Banca Commerciale Italiana decisero di entrare nel settore della realizzazione e gestione di linee ferroviarie. Fu pertanto quotata alla Borsa di Milano, dove venne conosciuta come Mittel.
Anche dopo la statalizzazione delle ferrovie gli interessi nel campo ferroviario per le linee in concessione furono affiancati da interessi in campo immobiliare, ma non furono del tutto abbandonati se non nel 1970, con la cessione delle Ferrovie Nord alla Regione Lombardia ad un prezzo elevato e anche contestato con una plusvalenza di 1,3 miliardi di lire. La Mittel S.p.A, diventata finanziaria già dal 1964, è la holding a capo del gruppo Mittel, si occupa di advisory, private equity, partecipazioni e investimenti immobiliari ed è controllata a metà degli anni settanta da un sindacato di controllo che fa capo a gruppi finanziari toscani vicini alla Banca Steinhauslin e rappresentati da Luigi Landi e gruppi finanziari cattolici bresciani vicini alla Banca San Paolo di Brescia e rappresentati da Giovanni Bazoli e Giuseppe Camadini.
I primi investimenti della Mittel finanziaria sono partecipazioni di minoranza: Enoviticola Senese che produce il Brunello di Montalcino, il 15% della Necchi di Pavia, il 20% della Sici di Torino (controllata per il 60% dalla IFIL degli Agnelli, il 10% della Sma di Firenze che produce radar. Per due anni non dà comunque dividendi, è costretta ad un aumento di capitale, nel 1979 la svolta: per motivi fiscali lascia l'attività finanziaria pura per diventare sempre di più una società di partecipazioni industriali. Finendo per trovarsi nella "cordata" di salvataggio della casa editrice Rizzoli dopo i guasti di Roberto Calvi e la P2. Bazoli, presidente del Nuovo Banco Ambrosiano nato dalle ceneri della banca di Calvi, si mette infatti d'accordo con Gianni Agnelli e Enrico Cuccia di Mediobanca, per la nascita della "cordata" Gemina (società nell'orbita Agnelli) a cui partecipano Iniziativa Meta del gruppo Montedison, l'industriale siderurgico Giovanni Arvedi e la Mittel. Sarà Gemina a rilevare la Rizzoli-Corriere della Sera. Con la Mittel che avrà il 6% della Rizzoli, quota che poi girerà alla Gemina di cui diventerà azionista all'1,2%.
Nel 1987 una finanziaria vicina alla Banca San Paolo di Brescia rastrella azioni della Mittel passando da 29% al 42% e diventandone azionista di controllo. Con Mittel destinata a rimanere l'anello di congiunzione tra finanza laica e cattolica. Ci sarà poi anche il tentativo nel 2007 di diventare il "salotto buono" alternativo a Mediobanca con Giovanni Bazoli presidente, Giovanni Gorno Tempini amministratore delegato (tra gli azionisti la Carlo Tassara di Romain Zaleski con oltre il 15%, l'Italmobiliare di Giampiero Pesenti con il 13%, la Manuli Realtour con il 4,5%). Ma l'iniziativa non ha successo.
Con la crisi del 2008, la Mittel cambia strategia con Arnaldo Borghesi, voluto alla guida della società da Bazoli dopo le dimissioni di Guido De Vivo: da holding di partecipazioni in società di consulenza finanziaria e di private equity. Nel 2011 la fusione con Hopa, la finanziaria di Emilio Gnutti, nel 2013 l'alleanza con Roland Berger Strategy Consultants per lo sviluppo del fondo Rexelara. Nel 2014 Borghesi lascia improvvisamente e la società ha un momento di sbandamento.
Nel novembre 2015 Rosario Bifulco, ingegnere napoletano, ex Ad di Lottomatica e presidente di Sorin, diventa amministratore delegato di Mittel rilevando una partecipazione del 6%. E con Bifulco alla guida dell'azienda, viene presentato un piano industriale che rappresenta una svolta con il passato: abbandonato il progetto di fare della Mittel, da anni in difficoltà, il "salotto" alternativo a Mediobanca, si punta ora con decisione (sul modello della Tamburi Investment Partners) a fare della Mittel una merchant bank che entra in maggioranza in società capaci di generare cassa e quindi con un Ebitda superiore al 10%. Lo stesso Bifulco annuncia: "Si vende tutto ciò che non è redditizio".
Sono così cedute le partecipazioni in Credit Access Asia, Castello (un'immobiliare), Isa, Livanova (nata dalla fusione tra Sorin e Cyberonics). E si procede alle acquisizioni: nel novembre 2016 rileva per 21,5 milioni di euro il 75% del Gruppo Zaffiro, specializzato nel settore delle residenze sanitarie assistenziali per anziani. Nel giugno 2017 acquisisce l'80% di Ceramica Cielo (ceramiche sanitarie di design) e nel settembre 2017 il 75% di IMC (Industria Metallurgica Carmagnolese), un'azienda in provincia di Torino, fondata nel 1962 e produttrice di componenti nell'automotive.
Nel settembre 2018 due tra i principali azionisti (Franco Stocchi, imprenditore marchigiano di jeans che ha rilevato nel 2014 da Romain Zaleski il 15,3% di Mittel per 23,6 milioni di euro e la Fondazione Cassa di Risparmio di Trento e Rovereto) si riuniscono in Progetto Co-Val e lanciano un'OPA su Mittel. Una Offerta pubblica di acquisto finalizzata, dicono, né al delisting del titolo né contro il management ma "per assicurare la stabilità dell'assetto azionario e la continuità manageriale", al prezzo di 1,75 euro per azione che gli amministratori indipendenti della società definiscono, con alle spalle il parere di Lazard, non congruo. Al termine dell'operazione (anche Bifulco liquida la sua partecipazione salita nel frattempo al 7,6%  del capitale) si forma una nuova maggioranza con Co.Val che detiene l'84,21% del capitale e il 91% dei diritti di voto. Bifulco si dimette e nuovo presidente viene nominato Michele Iori. Nominato anche un comitato esecutivo con Iori, Marco Colacicco e Anna Francesca Cremascoli. Nell'assemblea del 28 gennaio 2019 i soci votano anche di "rinunciare irrevocabilmente all'azione sociale di responsabilità" nei confronti di Bifulco, per ogni fatto o comportamento tenuto mentre era in carica.
Nel novembre 2019 Mittel acquisisce per complessivi 15 milioni di euro il 90% di Sport Fashion Service, la società di Flavio Milani che detiene il marchio Ciesse Piumini.

## Gruppo Mittel
Le società del Gruppo Mittel al 2018 sono:
- Mittel S.p.A.
- Mittel Advisory S.r.l.
- Ethica & Mittel Debt Advisory S.r.l.
- Mittel Investimenti Immobiliari S.r.l.
- Gruppo Zaffiro S.r.l.
- Ceramica CIelo S.p.A.
- IMC S.p.A.

Nel corso degli anni tra le principali controllate ci sono state:
- Mittel Generale Investimenti Spa - 100%; attiva nella finanza operativa
- Mittel Investimenti Immobiliari Srl - 100%; attiva nel settore immobiliare
- Mittel Generale Investimenti Spa partecipa al 15% in SAT - Società Aeroporto Toscano Galileo Galilei Spa.[22]
- Mittel Partecipazioni Stabili Srl - 100%

Mittel Partecipazioni Stabili possedeva storiche partecipazioni in Banca Intesa S.p.A., Banca Lombarda e Piemontese S.p.A. e RCS Mediagroup S.p.A..
In seguito a fusioni e altre vicende, i pacchetti azionari risultavano piuttosto diluiti: Intesa Sanpaolo (0,089%), UBI Banca Spa (0.37%), Rcs MediaGroup Spa (1.33%), Istituto Atesino di Sviluppo Spa (1.72%).
Nel corso del 2007 la società ha ceduto il 49% di Mittel Private Equity Spa, in precedenza controllata al 100%, a Private Equity Holding di Guido de Vivo & Co. Sas, società controllata dal precedente direttore generale Guido de Vivo che dopo 18 anni è stato sostituito da Giovanni Gorno Tempini.
Dal 2016 la società si focalizza sul private equity iniziando a costruire il proprio portafoglio di partecipazioni di maggioranza in piccole e medie imprese italiane. Nel 2019 le principali partecipazioni sono in quattro settori industriali: componentistica automotive con il 75% della società Industria Metallurgica Carmagnolese; design con Ceramica Cielo (80%); residenze per anziani con il 75% di Gruppo Zaffiro; abbigliamento per la neve con il 90% di Ciesse Piumini.

## Azionariato
- Progetto CO-VAL S.p.A. - 84,21% (Franco Stocchi e Fondazione Cassa di Risparmio di Trento e Rovereto)

Dati aggiornati al 30 novembre 2018